# Các lệnh trừng phạt quốc tế trong cuộc xâm lược Ukraina của Nga
Theo sau cuộc xâm lược của Nga vào Ukraina vào tháng 2 năm 2022, Hoa Kỳ, Liên minh Châu Âu, và các quốc gia khác, đã đưa ra hoặc mở rộng đáng kể các biện pháp trừng phạt bao gồm cả Vladimir Putin và các thành viên chính phủ khác, và loại bỏ "các ngân hàng Nga được chọn lọc "khỏi SWIFT, gây ra cuộc khủng hoảng tài chính Nga năm 2022 và cuộc tẩy chay lớn của quốc tế đối với Nga và Belarus.

## Bối cảnh và lịch sử của các lệnh trừng phạt và hậu quả

### Lịch sử của các biện pháp trừng phạt
Các nước phương Tây và những nước khác đã áp đặt các biện pháp trừng phạt hạn chế đối với Nga khi nước này công nhận nền độc lập của Donbass. Với việc bắt đầu các cuộc tấn công vào ngày 24 tháng 2, một số lượng lớn các quốc gia khác bắt đầu áp dụng các biện pháp trừng phạt với mục đích làm tê liệt nền kinh tế Nga. Các biện pháp trừng phạt trên phạm vi rộng, nhắm vào các cá nhân, ngân hàng, doanh nghiệp, việc trao đổi tiền tệ, chuyển khoản ngân hàng, xuất khẩu và nhập khẩu. Các biện pháp trừng phạt bao gồm việc loại bỏ các ngân hàng lớn của Nga ra khỏi SWIFT, mạng nhắn tin toàn cầu cho thanh toán quốc tế, mặc dù khả năng truy cập vẫn sẽ bị hạn chế để đảm bảo khả năng tiếp tục thanh toán cho các lô hàng khí đốt. Các biện pháp trừng phạt cũng bao gồm việc đóng băng tài sản đối với Ngân hàng Trung ương Nga, ngân hàng nắm giữ 630 tỷ đô la dự trữ ngoại hối, để ngăn nó bù đắp tác động của các lệnh trừng phạt  và kéo theo đường ống dẫn khí Nord Stream 2 . Đến ngày 1 tháng 3, tổng số tài sản của Nga bị đóng băng bởi các lệnh trừng phạt lên tới 1 nghìn tỷ đô la.
Các công ty đa quốc gia lớn, bao gồm Apple, IKEA, ExxonMobil và General Motors, đã tự quyết định áp dụng các biện pháp trừng phạt đối với Nga, thay mặt các quốc gia đóng vai trò là cơ quan thực thi luật pháp quốc tế. Các chính phủ Ukraine và phương Tây rõ ràng đã thúc giục khu vực tư nhân toàn cầu giúp duy trì luật pháp quốc tế, và EU, Anh và Australia cũng đã kêu gọi các nền tảng kỹ thuật số toàn cầu xóa bỏ tuyên truyền thân Nga. Các công ty đa quốc gia đã rút khỏi Nga để tuân thủ các lệnh trừng phạt và hạn chế thương mại do các quốc gia trong nước áp đặt, nhưng cũng theo cách riêng của họ, ngoài những gì luật pháp yêu cầu, để tránh những rủi ro về kinh tế và uy tín liên quan đến việc duy trì quan hệ thương mại với Nga. .
Một số quốc gia trung lập về mặt lịch sử, chẳng hạn như Thụy Sĩ và Singapore, đã đồng ý với các biện pháp trừng phạt. Một số quốc gia cũng áp dụng các biện pháp trừng phạt đối với các tổ chức và cá nhân Belarus, chẳng hạn như Tổng thống Alexander Lukashenko, vì liên quan đến cuộc xâm lược của Belarus. Kể từ năm 1969, Đức đã duy trì chính sách gọi là Ostpolitik, lựa chọn sự phụ thuộc vào năng lượng của Nga để duy trì quan hệ hòa bình với Nga và hội nhập với châu Âu, đồng thời cho phép giảm chi tiêu quốc phòng.
Để đối phó với cuộc xâm lược, thủ tướng mới của Đức, Olaf Scholz, đã quyết định đình chỉ đường ống Nord Stream 2 và công bố chính sách mới về độc lập năng lượng khỏi Nga, thừa nhận rằng Ostpolitik là một thất bại. Ngoài ra, Đức cung cấp các lô hàng vũ khí cho Ukraine, lần đầu tiên nước này cung cấp vũ khí cho một quốc gia đang có chiến tranh kể từ khi kết thúc Thế chiến thứ 2. Đức cũng tăng chi tiêu quốc phòng lên khoảng 100 tỷ USD, theo một số ước tính khiến nước này trở thành nhà tài trợ quân sự lớn thứ ba. trên thế giới. Sự thay đổi này từ chính sách xoa dịu sang mạnh mẽ đã được The Economist gọi là một kỷ nguyên mới trong chính sách của Đức. Đức đã phải đối phó với thâm hụt xuất khẩu đầu tiên trong hơn 30 năm do giá năng lượng leo thang. Khả năng cạnh tranh công nghiệp của Đức trong quá khứ chủ yếu dựa vào nhập khẩu khí đốt giá rẻ từ Nga, nhưng các hiệp hội công nghiệp của Đức hoan nghênh động thái giảm sử dụng khí đốt tự nhiên và thay thế nhập khẩu của Nga bằng khí đốt hóa lỏng từ Trung Đông.
Khi đến dự hội nghị thượng đỉnh bất thường của NATO ở Brussels vào ngày 24 tháng 3, Biden chỉ ra rằng các biện pháp trừng phạt kinh tế hơn nữa sẽ được áp dụng đối với Nga, bao gồm các hạn chế đối với việc Ngân hàng Trung ương Nga sử dụng vàng trong các giao dịch và một vòng trừng phạt mới nhắm vào các công ty quốc phòng, người đứng đầu ngân hàng lớn nhất của Nga, và hơn 300 thành viên của Duma Quốc gia Nga.
Vào ngày 27 tháng 2, Putin đã đáp trả các lệnh trừng phạt và cái mà ông gọi là "những tuyên bố gây hấn" của các chính phủ phương Tây, bằng cách ra lệnh cho "lực lượng răn đe" của đất nước — thường được hiểu là bao gồm các lực lượng hạt nhân — được đưa vào một "nhiệm vụ chế độ tác chiến đặc biệt". Thuật ngữ mới lạ này gây ra một số nhầm lẫn về những gì chính xác đang thay đổi, nhưng các quan chức Hoa Kỳ tuyên bố nó nói chung là "leo thang". Sau các lệnh trừng phạt và chỉ trích về mối quan hệ của họ với doanh nghiệp Nga, một phong trào tẩy chay bắt đầu và nhiều công ty và tổ chức đã chọn tự nguyện rời khỏi thị trường Nga hoặc Belarus. Các cuộc tẩy chay đã ảnh hưởng đến nhiều tổ chức hàng tiêu dùng, giải trí, giáo dục, công nghệ và thể thao.
Mỹ đã thiết lập các biện pháp kiểm soát xuất khẩu, một biện pháp trừng phạt mới tập trung vào việc hạn chế Nga tiếp cận các thành phần công nghệ cao, cả phần cứng và phần mềm, được sản xuất bằng bất kỳ bộ phận nào hoặc tài sản trí tuệ nào từ Mỹ. Lệnh trừng phạt yêu cầu bất kỳ cá nhân hoặc công ty nào muốn bán công nghệ, chất bán dẫn, phần mềm mã hóa, laser hoặc cảm biến cho Nga phải xin giấy phép, theo mặc định đã bị từ chối. Cơ chế thực thi bao gồm các biện pháp trừng phạt đối với cá nhân hoặc công ty, với các biện pháp trừng phạt tập trung vào các ngành công nghiệp đóng tàu, hàng không vũ trụ và quốc phòng. Do ảnh hưởng của các lệnh trừng phạt, giới tinh hoa Nga đã chuyển các khoản tiền trị giá hàng trăm triệu đô la từ các nước trừng phạt, như Anh và Thụy Sĩ, sang các nước không áp đặt lệnh trừng phạt, như Các Tiểu vương quốc Ả Rập Thống nhất.
Vào tháng 5 năm 2022, Nga được tường thuật là đang sử dụng lượng vàng dự trữ của mình để hỗ trợ nền kinh tế, bất chấp lệnh cấm kinh doanh vàng. Thụy Sĩ đã từng là một nhà nhập khẩu đáng kể vàng của Nga dành cho các nhà máy lọc dầu hoặc sản xuất đồ trang sức. Một tổ chức phi chính phủ có trụ sở tại Thụy Sĩ, Swissaid, đã yêu cầu minh bạch nguồn nhập khẩu vàng từ Các Tiểu vương quốc Ả Rập Thống nhất sau những lo ngại về nguồn gốc tiềm năng của nó là Nga. Nhập khẩu vàng của Nga vào Thụy Sĩ vẫn hợp pháp miễn là các tổ chức tài chính bị trừng phạt không tham gia, nhưng chúng chỉ chiếm một vài phần trăm tổng giao dịch vàng của Thụy Sĩ. Vào tháng 5 năm 2022, vàng của Nga tái gia nhập thị trường Thụy Sĩ với giá trị gần 200 triệu CHF, mức tăng lớn nhất kể từ tháng 9 năm 2021, chủ yếu là từ các cơ sở lưu trữ miễn thuế. Các nhà sản xuất vàng của Nga đã bị cấm tham gia Thị trường vàng thỏi London kể từ tháng 3 năm 2022, nhưng sự gia tăng gần đây được cho là do các nhà kinh doanh vàng nhỏ và thợ kim hoàn.

## Biện pháp trừng phạt
Các nước phương Tây và những nước khác bắt đầu áp đặt các biện pháp trừng phạt hạn chế đối với Nga khi nước này công nhận nền độc lập của các nước cộng hòa Donbass mà họ tự tuyên bố. Với việc bắt đầu các cuộc tấn công vào ngày 24 tháng 2, một số lượng lớn các quốc gia khác đã bắt đầu áp dụng các biện pháp trừng phạt với mục đích làm tê liệt nền kinh tế Nga. Các biện pháp trừng phạt trên phạm vi rộng, nhắm vào các cá nhân, ngân hàng, doanh nghiệp, trao đổi tiền tệ, chuyển khoản ngân hàng, xuất khẩu và nhập khẩu.
Sau khi Nga xâm lược Ukraine vào ngày 24 tháng 2 năm 2022, hai quốc gia trước đó không tham gia vào các biện pháp trừng phạt, đó là Hàn Quốc  và quốc gia không phải là thành viên Liên hợp quốc là Đài Loan, đã tham gia vào các biện pháp trừng phạt chống lại Nga. Vào ngày 28 tháng 2 năm 2022, Singapore thông báo rằng họ sẽ áp đặt các biện pháp trừng phạt ngân hàng đối với Nga vì hành vi xâm lược Ukraine, do đó khiến họ trở thành quốc gia đầu tiên ở Đông Nam Á áp đặt các biện pháp trừng phạt đối với Nga.
Các biện pháp trừng phạt cũng bao gồm các vật liệu có thể được sử dụng cho vũ khí chống lại Ukraine, cũng như thiết bị điện tử, thiết bị công nghệ và các thiết bị liên quan khác, được liệt kê trong một tuyên bố chi tiết vào ngày 5 tháng 3.
Vào ngày 25 tháng 2 và ngày 1 tháng 3 năm 2022, Serbia, Mexico và Brazil đã thông báo rằng họ sẽ không tham gia vào bất kỳ lệnh trừng phạt kinh tế nào chống lại Nga.
Vào ngày 28 tháng 2 năm 2022, Ngân hàng Trung ương Nga đã bị chặn truy cập hơn 400 tỷ đô la dự trữ ngoại hối được giữ ở nước ngoài  và EU đã áp đặt các biện pháp trừng phạt đối với một số nhà tài phiệt và chính trị gia của Nga. Cùng ngày, Cơ quan Kiểm soát Tài sản Nước ngoài của Hoa Kỳ (OFAC) đã cấm người Hoa Kỳ tham gia vào các giao dịch với Ngân hàng Trung ương Nga, Quỹ Đầu tư Trực tiếp của Nga (bao gồm cả tiền thân của nó, Công ty Cổ phần RDIF, đã bị trừng phạt trước đây), Công ty Trách nhiệm hữu hạn Công ty Quản lý RVC, và Cá nhân Kirill Dmitriev, một đồng minh của Vladimir Putin.
Sergei Aleksashenko, cựu Thứ trưởng Bộ Tài chính Nga, cho biết: "Đây là một loại bom hạt nhân tài chính đang giáng xuống nước Nga."  Vào ngày 1 tháng 3 năm 2022, Bộ trưởng Tài chính Pháp Bruno Le Maire cho biết tổng số tài sản của Nga bị đóng băng bởi các lệnh trừng phạt lên tới 1 nghìn tỷ đô la.
Faisal Islam của BBC News tuyên bố rằng các biện pháp này khác xa với các biện pháp trừng phạt thông thường và "được coi là một hình thức chiến tranh kinh tế tốt hơn". Mục đích của các biện pháp trừng phạt là đẩy Nga vào một cuộc suy thoái sâu với khả năng xảy ra rút tiền hàng loạt khỏi ngân hàng và siêu lạm phát. Islam lưu ý rằng việc nhắm mục tiêu vào một ngân hàng trung ương G20 theo cách này chưa từng được thực hiện trước đây. Phó Chủ tịch Hội đồng Bảo an Nga và cựu tổng thống Dmitry Medvedev đã chỉ trích các biện pháp trừng phạt của phương Tây áp đặt lên Nga, bao gồm cả các biện pháp trừng phạt cá nhân, và nhận xét rằng đó là dấu hiệu của "sự bất lực chính trị" do NATO rút khỏi Afghanistan. Ông ta đe dọa sẽ quốc hữu hóa các tài sản nước ngoài mà các công ty nắm giữ bên trong nước Nga.

### Nhiên liệu hóa thạch và các mặt hàng khác
Vào ngày 8 tháng 3, Tổng thống Joe Biden đã ra lệnh cấm nhập khẩu dầu, khí đốt và than đá từ Nga vào Mỹ.
Vào tháng 5 năm 2022, Ủy ban Châu Âu đề xuất lệnh cấm nhập khẩu dầu từ Nga. Đề xuất được rút xuống thành lệnh cấm nhập khẩu dầu bằng đường biển để xoa dịu Hungary, quốc gia có nhà lãnh đạo kết bạn với Putin và lấy 60% lượng dầu từ Nga qua đường ống. Nguồn cung đường ống dẫn dầu của châu Âu từ Nga là 800.000 thùng / ngày và là một ngoại lệ đối với các lệnh trừng phạt với các lệnh cấm bảo hiểm vận chuyển dầu sẽ được bỏ dần trong vài tháng. Đức và Ba Lan đã tuyên bố sẽ chấm dứt việc giao hàng bằng đường ống.
Thụy Sĩ là trung tâm giao dịch hàng hóa lớn trên toàn cầu. Như vậy, khoảng 80% giao dịch hàng hóa của Nga đi qua Geneva và ước tính có thêm khoảng 40 công ty hàng hóa liên kết với Nga ở Zug. Glencore, Gunvor, Vitol, Trafigura và Lukoil Litasco SA là các công ty kinh doanh dầu và hàng hóa có cổ phần tại Rosneft và Lukoil, hai công ty dầu lớn của Nga. MMK (một công ty có trụ sở tại Nga tại Lugano) cũng là một công ty lớn trong giao dịch hàng hóa / thép với Đông Âu. Vào ngày 8 tháng 3 năm 2022, Shell thông báo ý định rút khỏi ngành công nghiệp hydrocacbon của Nga.
Vào đầu năm 2022, Nga đã đạt được số thu nhập kỷ lục nhờ xuất khẩu nhiên liệu hóa thạch. Vào tháng 4 năm 2022, Nga cung cấp 45% lượng khí đốt nhập khẩu của EU, thu về 900 triệu đô la mỗi ngày. Trong hai tháng đầu tiên sau khi Nga xâm lược Ukraine, Nga đã kiếm được 66,5 tỷ USD từ xuất khẩu nhiên liệu hóa thạch, và EU chiếm 71% kim ngạch thương mại đó. Vào ngày 27 tháng 5 năm 2022, Bộ trưởng Tài chính Nga Anton Siluanov tuyên bố rằng doanh thu bổ sung từ việc bán khí đốt tự nhiên với số tiền là 13,7 tỷ € sẽ được sử dụng để tăng quỹ lương hưu cho các cá nhân đã nghỉ hưu và gia đình có con, cũng như cho các "hoạt động đặc biệt" trong Ukraina. Nga cũng đã tăng cường xuất khẩu năng lượng sang Trung Quốc, Thổ Nhĩ Kỳ và Ấn Độ để bù đắp cho nguồn thu giảm ở châu Âu. Bloomberg báo cáo rằng trong nửa đầu năm 2022, Nga đã bỏ túi thêm 24 tỷ đô la từ việc bán năng lượng cho cả Trung Quốc và Ấn Độ.
Vào ngày 27 tháng 5 năm 2022, Bộ trưởng Tài chính Nga Anton Siluanov tuyên bố rằng doanh thu bổ sung từ việc bán khí đốt tự nhiên với số tiền là 13,7 tỷ € sẽ được sử dụng để tăng quỹ lương hưu cho các cá nhân đã nghỉ hưu và gia đình có con, cũng như cho các "hoạt động đặc biệt" trong Ukraina. Nga cũng đã tăng cường xuất khẩu năng lượng sang Trung Quốc, Thổ Nhĩ Kỳ và Ấn Độ để bù đắp cho nguồn thu giảm ở châu Âu. [14] [15] Bloomberg báo cáo rằng trong nửa đầu năm 2022, Nga đã bỏ túi thêm 24 tỷ đô la từ việc bán năng lượng cho cả hai quốc gia.
Để đối phó với cuộc xâm lược Ukraine của Nga, Ủy ban Châu Âu và Cơ quan Năng lượng Quốc tế đã trình bày các kế hoạch chung nhằm giảm sự phụ thuộc vào năng lượng của Nga, giảm 2/3 lượng khí đốt nhập khẩu của Nga trong vòng một năm và hoàn toàn vào năm 2030. Vào tháng 4 năm 2022, Chủ tịch Ủy ban châu Âu Ursula von der Leyen cho biết "kỷ nguyên nhiên liệu hóa thạch của Nga ở châu Âu sẽ kết thúc". Vào ngày 18 tháng 5 năm 2022, Liên minh Châu Âu đã công bố kế hoạch chấm dứt sự phụ thuộc vào dầu mỏ, khí đốt tự nhiên và than đá của Nga vào năm 2027.
- Nhập khẩu dầu từ Nga vào Mỹ mỗi tháng
- Sản xuất dầu Mỹ,
- Sản xuất khí đốt thiên nhiên Mỹ, nhập và xuất khẩu

### Lĩnh vực ngân hàng
Trong một bài phát biểu ngày 22 tháng 2, Tổng thống Hoa Kỳ Joe Biden đã công bố các hạn chế đối với bốn ngân hàng Nga, bao gồm cả V.E.B., cũng như các tỷ phú tham nhũng thân cận với Putin. Thủ tướng Anh Boris Johnson thông báo rằng tất cả các ngân hàng lớn của Nga sẽ bị đóng băng tài sản và bị loại khỏi hệ thống tài chính của Vương quốc Anh, và một số giấy phép xuất khẩu sang Nga sẽ bị đình chỉ. Ông cũng đưa ra giới hạn tiền gửi cho công dân Nga trong tài khoản ngân hàng của Vương quốc Anh, và đóng băng tài sản của hơn 100 cá nhân và tổ chức khác.

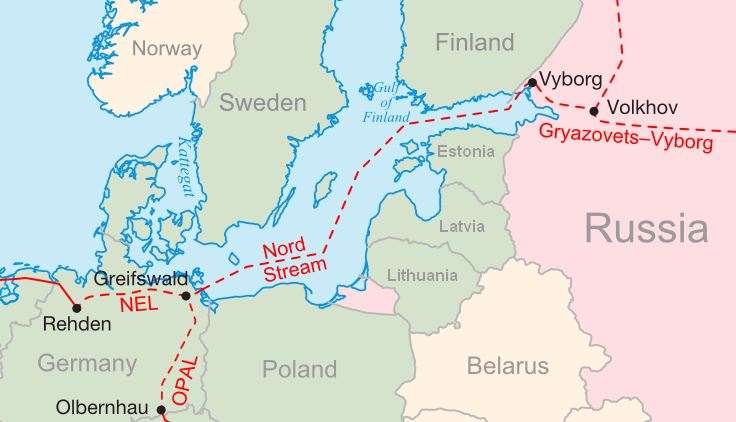
Nord Stream, một đường ống dẫn khí đốt tự nhiên, chạy dưới biển Baltic, không đi qua Ukraine. Đức nhập khẩu từ 50% đến 75% lượng khí đốt tự nhiên từ Nga. Nord Stream 2 sẽ tăng gấp đôi công suất hàng năm của Nord Stream lên 110 tỷ m3 (3,9 nghìn tỷ cu ft).

Ngoại trưởng các nước Baltic đã kêu gọi loại Nga ra khỏi hệ thống SWIFT, mạng nhắn tin toàn cầu về thanh toán quốc tế. Các quốc gia thành viên EU khác ban đầu không muốn làm điều này, cũng vì các bên cho vay châu Âu nắm giữ phần lớn trong số gần 30 tỷ đô la của các ngân hàng nước ngoài với Nga và vì Trung Quốc đã phát triển một giải pháp thay thế cho SWIFT gọi là CIPS; vũ khí hóa SWIFT sẽ tạo động lực lớn hơn cho sự phát triển của CIPS, do đó, có thể làm suy yếu SWIFT cũng như sự kiểm soát của phương Tây đối với tài chính quốc tế. Các nhà lãnh đạo khác kêu gọi ngưng cho Nga ruy cập SWIFT bao gồm tổng thống Séc Miloš Zeman, và thủ tướng Anh Boris Johnson.
Đức đã phản đối lời kêu gọi cấm Nga tham gia SWIFT, với lý do nó sẽ ảnh hưởng đến các khoản thanh toán cho khí đốt và dầu của Nga; vào ngày 26 tháng 2, Bộ trưởng Ngoại giao Đức Annalena Baerbock và Bộ trưởng Kinh tế Robert Habeck đã đưa ra một tuyên bố chung ủng hộ các hạn chế có mục đích của Nga từ SWIFT. Ngay sau đó, đã có thông báo rằng các ngân hàng lớn của Nga sẽ bị loại khỏi SWIFT, mặc dù vẫn được tiếp cận hạn chế để đảm bảo khả năng tiếp tục thanh toán cho các chuyến hàng khí đốt. Hơn nữa, đã có thông báo rằng phương Tây sẽ áp đặt các biện pháp trừng phạt đối với Ngân hàng Trung ương Nga, ngân hàng nắm giữ 630 tỷ đô la dự trữ ngoại hối, để ngăn ngân hàng này thanh lý tài sản để bù đắp tác động của các lệnh trừng phạt.
Vào ngày 26 tháng 2, hai ngân hàng nhà nước của Trung Quốc - Ngân hàng Công thương Trung Quốc, ngân hàng lớn nhất thế giới và Ngân hàng Trung Quốc, nhà giao dịch tiền tệ lớn nhất của đất nước - đã hạn chế tài chính để mua nguyên liệu thô của Nga, như vậy hạn chế Nga tiếp cận ngoại tệ. Vào ngày 28 tháng 2, Thụy Sĩ đã đóng băng một số tài sản của Nga và gia nhập các lệnh trừng phạt của EU. Theo Ignazio Cassis, chủ tịch Liên đoàn Thụy Sĩ, quyết định này là chưa từng có nhưng phù hợp với sự trung lập của Thụy Sĩ. Cùng ngày, Monaco đã thông qua các biện pháp trừng phạt kinh tế và các thủ tục đóng băng quỹ giống với các thủ tục mà hầu hết các quốc gia châu Âu áp dụng. Singapore trở thành quốc gia Đông Nam Á đầu tiên áp đặt các biện pháp trừng phạt đối với Nga bằng cách hạn chế các ngân hàng và giao dịch liên kết với Nga; động thái này được South China Morning Post mô tả là "hầu như chưa từng có". Hàn Quốc tuyên bố sẽ tham gia vào lệnh cấm SWIFT chống lại Nga, cũng như công bố lệnh cấm xuất khẩu đối với các nguyên liệu chiến lược nằm trong các hiệp ước "Big 4" mà Hàn Quốc thuộc về — Nhóm các nhà cung cấp hạt nhân, Wassenaar Arrangement, Australia Group, và Chế độ Kiểm soát Công nghệ Tên lửa; Ngoài ra, 57 vật liệu phi chiến lược, bao gồm chất bán dẫn, thiết bị CNTT, cảm biến, laser, thiết bị hàng hải và thiết bị hàng không, đã được lên kế hoạch đưa vào lệnh cấm xuất khẩu "sớm".

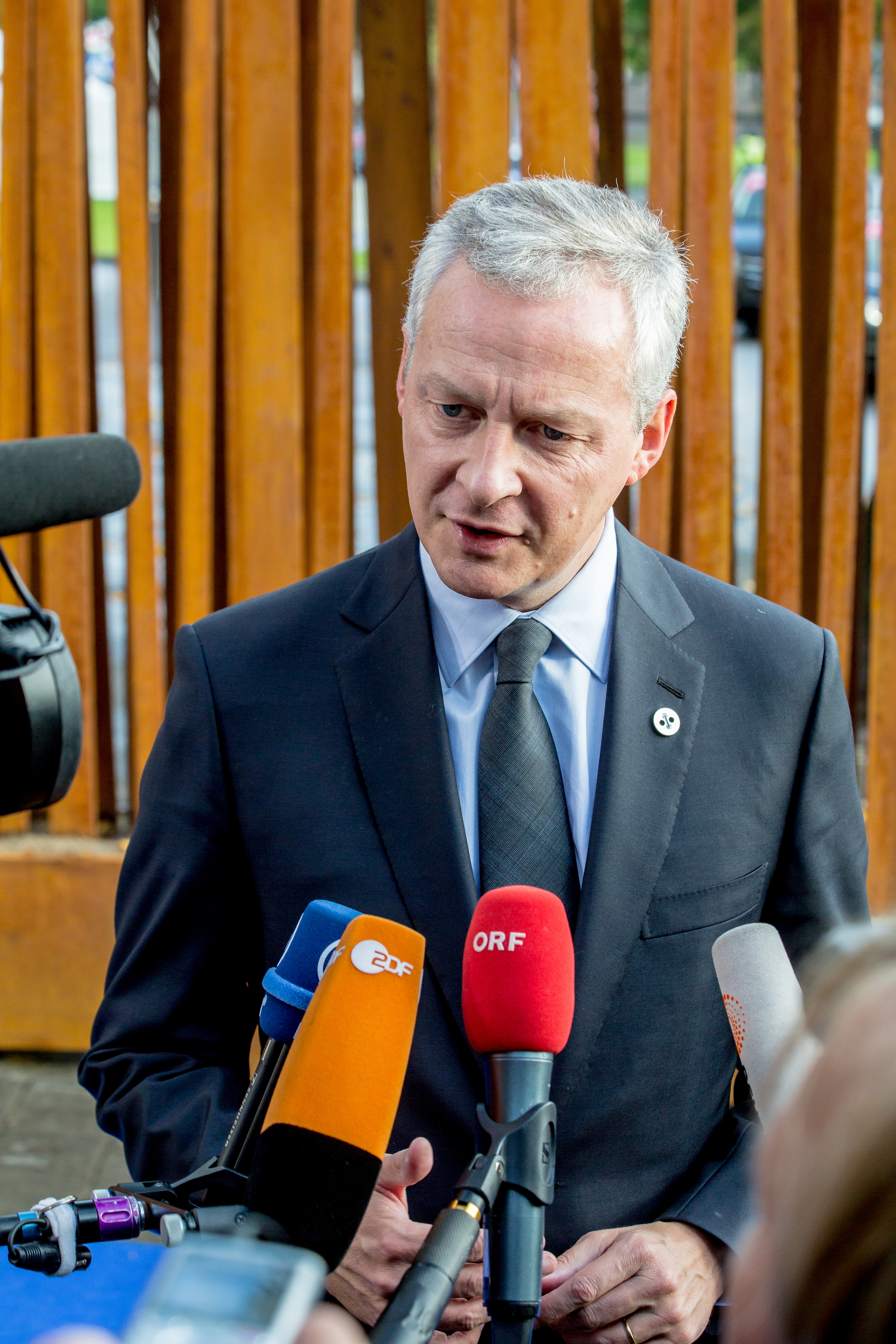
Bộ trưởng Tài chính Pháp Bruno Le Maire nói rằng EU "làm sụp đổ" nền kinh tế Nga.

Vào ngày 28 tháng 2, Nhật Bản thông báo rằng ngân hàng trung ương của họ sẽ tham gia các lệnh trừng phạt bằng cách hạn chế giao dịch với ngân hàng trung ương Nga, đồng thời sẽ áp đặt các biện pháp trừng phạt đối với các tổ chức và cá nhân Belarus, bao gồm cả Tổng thống Aleksandr Lukashenko, vì Belarus "có liên quan rõ ràng trong cuộc xâm lược" Ukraine. Theo The Wall Street Journal, các khoản thanh toán cho nguyên liệu năng lượng phần lớn không bị ảnh hưởng bởi các biện pháp này.  Ngân hàng Trung ương Nga đã bị chặn truy cập hơn 400 tỷ đô la dự trữ ngoại hối ở nước ngoài. Sergei Aleksashenko, cựu thứ trưởng tài chính Nga, nói: "Đây là một loại bom hạt nhân tài chính đang giáng xuống Nga."  Trưởng bộ phận đối ngoại của EU Josep Borrell nói rằng các quốc gia phương Tây "không thể phong tỏa nguồn dự trữ của ngân hàng trung ương Nga ở Mátxcơva hoặc ở Trung Quốc ".
Vào ngày 1 tháng 3, Đại hội đồng của San Marino đã ủy quyền cho chính phủ nước này thực hiện các biện pháp trừng phạt chống lại Nga, và bác bỏ rằng các biện pháp này có nội dung quân sự. Cùng ngày, Bộ trưởng Tài chính Pháp Bruno Le Maire nói rằng tài sản của Nga đang bị đóng băng bởi các lệnh trừng phạt lên tới 1 nghìn tỷ đô la. Hàn Quốc tuyên bố sẽ ngừng tất cả các giao dịch với 7 ngân hàng chính của Nga và các chi nhánh của họ, hạn chế mua trái phiếu kho bạc của Nga, đồng thời đồng ý "thực hiện ngay lập tức" và tham gia thêm bất kỳ lệnh trừng phạt kinh tế nào do Liên minh châu Âu áp đặt đối với Nga.
Sau các lệnh trừng phạt và chỉ trích về mối quan hệ của họ với doanh nghiệp Nga, nhiều công ty đã chọn tự nguyện rời khỏi thị trường Nga hoặc Belarussia hoặc để tránh các lệnh trừng phạt tiềm năng trong tương lai. Visa, Mastercard và American Express đã chặn các ngân hàng Nga một cách độc lập kể từ ngày 2 tháng 3. Sau các lệnh trừng phạt của Thụy Sĩ đối với Nga, Credit Suisse đã ra lệnh tiêu hủy các tài liệu liên kết các nhà tài phiệt Nga với các khoản cho vay du thuyền, một động thái dẫn đến nhiều chỉ trích.

### Xuất cảng
Mỹ đã thiết lập các biện pháp kiểm soát xuất khẩu, một biện pháp trừng phạt mới tập trung vào việc hạn chế Nga tiếp cận các thành phần công nghệ cao, cả phần cứng và phần mềm, được sản xuất bằng bất kỳ bộ phận nào hoặc tài sản trí tuệ nào từ Mỹ. Lệnh trừng phạt yêu cầu bất kỳ cá nhân hoặc công ty nào muốn bán công nghệ, chất bán dẫn, phần mềm mã hóa, laser hoặc cảm biến cho Nga phải xin giấy phép, theo mặc định đã bị từ chối. Cơ chế thực thi bao gồm các biện pháp trừng phạt đối với cá nhân hoặc công ty, với các biện pháp trừng phạt tập trung vào các ngành công nghiệp đóng tàu, hàng không vũ trụ và quốc phòng.
Vào ngày 20 tháng 3 năm 2022, Úc cấm xuất khẩu alumin, bauxite và các loại quặng nhôm khác sang Nga.

### Các biện pháp trừng phạt của EU

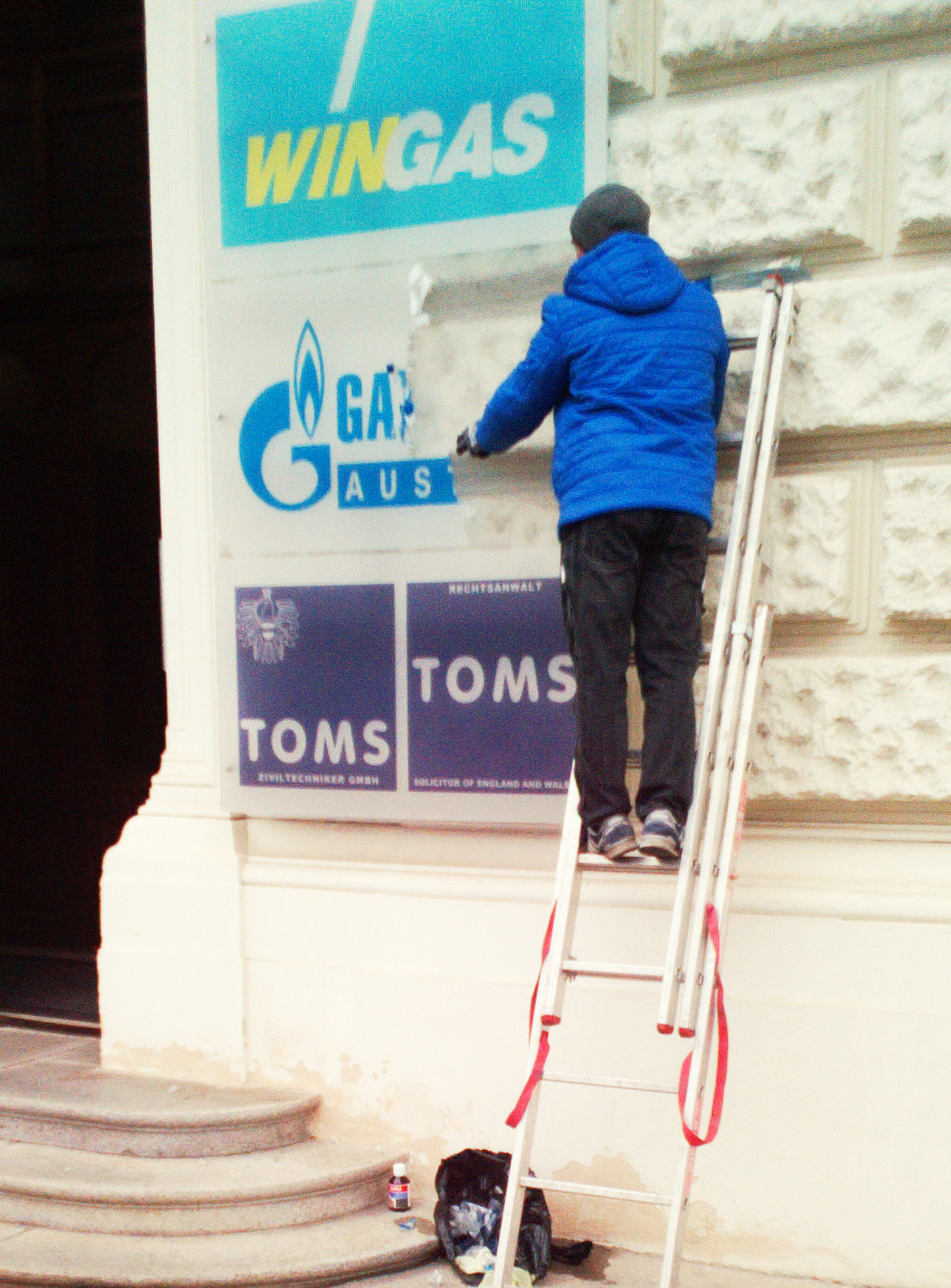
Một công nhân tháo biển hiệu khỏi văn phòng của Gazprom ở Vienna vào tháng 3 năm 2022

Vào sáng ngày 24 tháng 2, Ursula von der Leyen, Chủ tịch Ủy ban châu Âu, đã thông báo các biện pháp trừng phạt "quy mô lớn" của EU sẽ được liên minh này thông qua. Các biện pháp trừng phạt nhắm vào việc chuyển giao công nghệ, ngân hàng Nga và tài sản của Nga. Josep Borrell, Đại diện cấp cao của Liên minh Chính sách An ninh và Đối ngoại, tuyên bố rằng Nga sẽ phải đối mặt với "sự cô lập chưa từng có" do EU sẽ áp đặt "gói trừng phạt khắc nghiệt nhất mà liên minh này từng thực hiện". Ông cũng nói rằng "đây là một trong những giờ đen tối nhất của châu Âu kể từ sau Chiến tranh thế giới thứ hai". Chủ tịch Nghị viện Châu Âu Roberta Metsola kêu gọi "hành động ngay lập tức, nhanh chóng, vững chắc và nhanh chóng" và triệu tập một phiên họp bất thường của Nghị viện vào ngày 1 tháng 3.

#### Châu Âu giam giữ du thuyền
Một bài báo ngày 5 tháng 4 năm 2022 của Insider tuyên bố tổng chi phí của các du thuyền trên toàn châu Âu là hơn 2 tỷ đô la. Số tiền này bao gồm tango motoryacht, bị thu giữ theo lệnh trừng phạt của Hoa Kỳ với sự hỗ trợ của Tây Ban Nha.

##### Pháp
Vào ngày 26 tháng 2, Hải quân Pháp đã đánh chặn tàu chở hàng Baltic Leader của Nga ở eo biển Manche. Con tàu bị nghi ngờ thuộc về một công ty có trong lệnh trừng phạt. Con tàu được hộ tống đến cảng Boulogne-sur-Mer và đang được điều tra.
Vào ngày 2 tháng 3 năm 2022, các quan chức hải quan Pháp đã tịch thu chiếc du thuyền Amore Vero tại một xưởng đóng tàu ở La Ciotat. Amore Vero được cho là thuộc sở hữu của nhà tài phiệt Igor Sechin bị trừng phạt.
Cả hai du thuyền của Alexei Kuzmichev thuộc Ngân hàng Alfa đã bị Pháp thu giữ vào ngày 24 tháng 3.

##### Đức

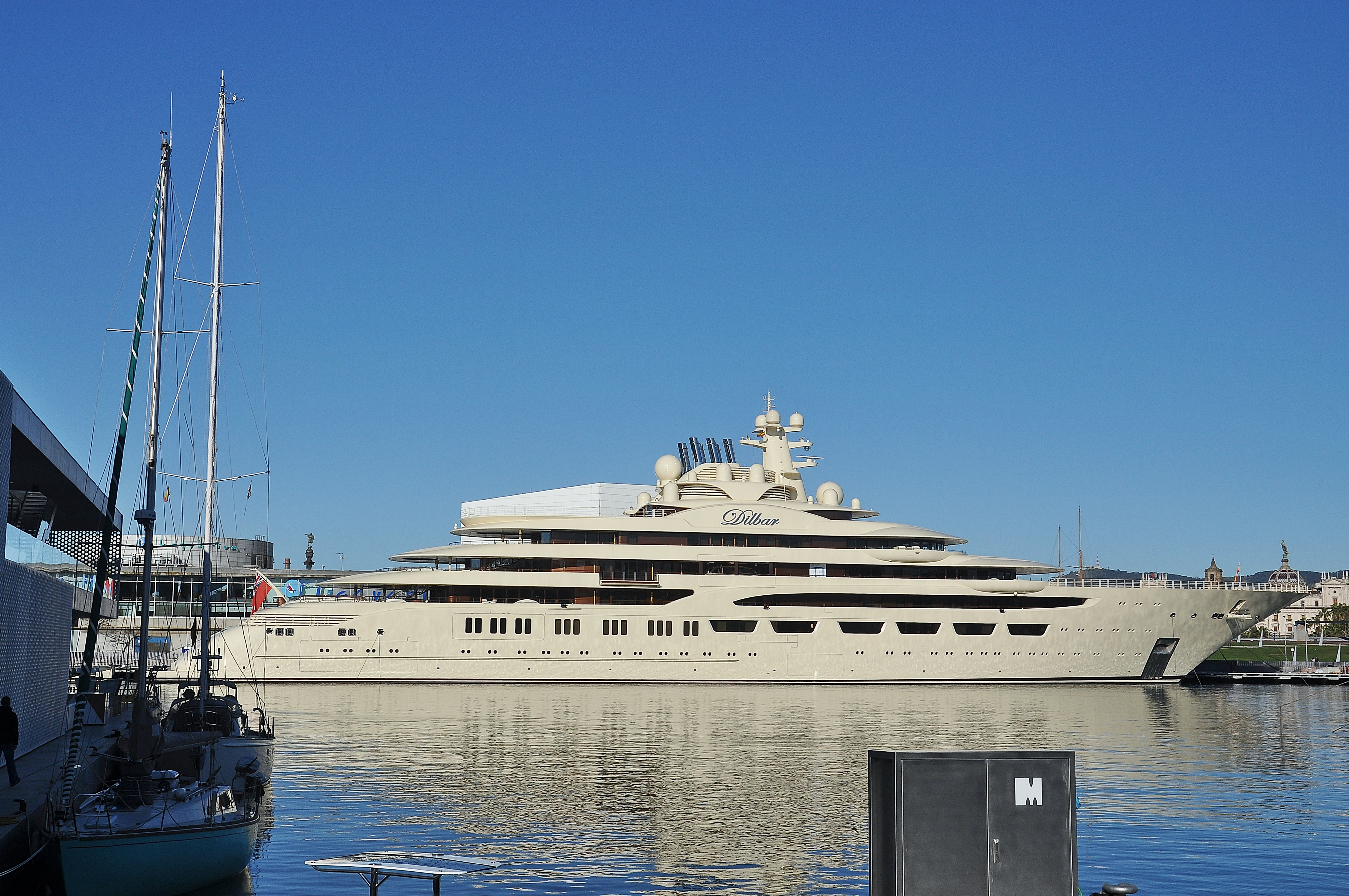
Dilbar-Barcelona 2017

Vào ngày 2 tháng 3 năm 2022, chính quyền Đức đã cho giam giữ chiếc du thuyền Dilbar, thuộc sở hữu của Alisher Usmanov. Nó được cho là trị giá 800 triệu đô la, có 84 nhân viên thủy thủ đoàn toàn thời gian và có bể bơi trong nhà lớn nhất được lắp đặt trên một siêu du thuyền với dung tích 180 mét khối.

##### Ý

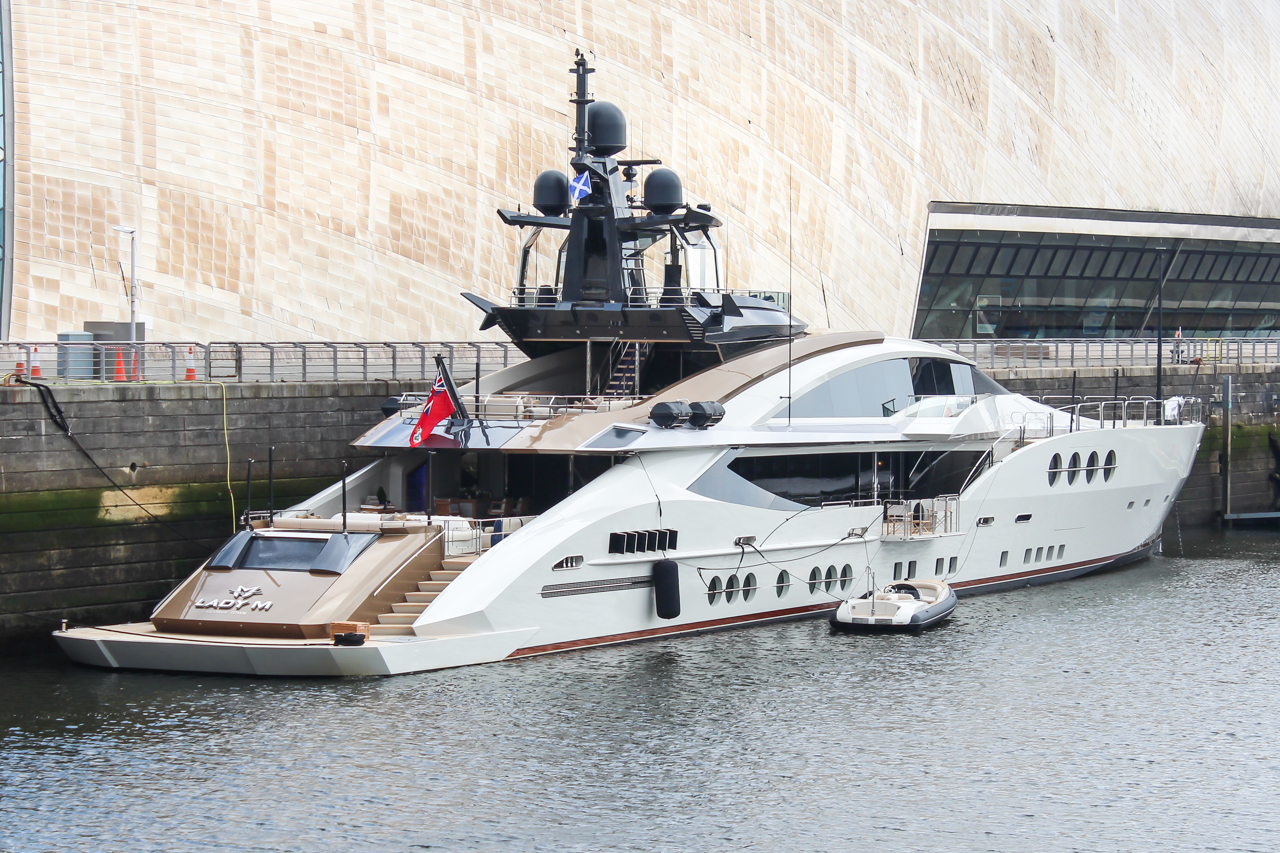
Motor Yacht Lady M

Vào ngày 4 tháng 3 năm 2022, cảnh sát Ý thu giữ chiếc du thuyền Lady M. Các nhà chức trách tin rằng con tàu thuộc sở hữu của Alexei Mordashov. Cùng ngày, cảnh sát Ý thu giữ du thuyền của Gennady Timchenko, chiếc Lena, tại thành phố cảng Sanremo. Du thuyền này cũng bị Hoa Kỳ đưa vào danh sách trừng phạt. Vào ngày 12 tháng 3 năm 2022, chính quyền Ý tại cảng Trieste đã thu giữ chiếc du thuyền Sailing Yacht A, được biết là thuộc sở hữu của Andrey Melnichenko. Người phát ngôn của Melnichenko tuyên bố sẽ chống lại vụ thu giữ này.

##### Tây Ban Nha
Vào tháng 3 năm 2022, Bộ Phát triển Tây Ban Nha đã tạm giữ ba du thuyền để chờ điều tra xem chủ sở hữu thực sự của chúng có phải là cá nhân bị Liên minh châu Âu trừng phạt hay không. Valerie bị giam giữ ở Cảng Barcelona; Lady Anastasia ở Port Adriano, Calvià, Mallorca; và Crescent' ở Cảng Tarragona.

##### Vương quốc Anh
Vào ngày 29 tháng 3 năm 2022, Grant Shapps, Ngoại trưởng Anh về giao thông, thông báo về việc Cơ quan Tội phạm Quốc gia thu giữ du thuyền PHI. Du thuyền này đã cập bến Canary Wharf và chuẩn bị rời đi.

##### Hà Lan
Vào ngày 6 tháng 4 năm 2022, Bộ trưởng Bộ Ngoại giao Hà Lan Wopke Hoekstra đã gửi một bức thư về chủ đề trừng phạt tới Hạ viện. Trong đó, ông báo cáo rằng trong khi không có siêu du thuyền nào của Nga neo đậu ở Hà Lan, mười hai du thuyền đang được xây dựng tại năm nhà máy đóng tàu đã được tạm giữ để xác định quyền sở hữu chắc chắn, bao gồm cả quyền được hưởng lợi từ các du thuyền đó.

### Hàng không
Các biện pháp trừng phạt của EU được đưa ra vào ngày 25 tháng 2 bao gồm lệnh cấm bán máy bay và phụ tùng thay thế, và cũng yêu cầu bên cho thuê chấm dứt hợp đồng thuê máy bay với các hãng hàng không Nga vào cuối tháng 3.

#### Dịch vụ và phụ tùng
Vào ngày 2 tháng 3 năm 2022, Airbus và Boeing đều đình chỉ hỗ trợ bảo trì cho các hãng hàng không Nga.
Vào ngày 11 tháng 3, Trung Quốc đã chặn việc cung cấp các bộ phận máy bay cho Nga.
Nhà sản xuất máy bay phản lực kinh doanh Bombardier Aviation thông báo rằng, ngoài việc đình chỉ các hoạt động dịch vụ sau bán hàng, họ đã hủy bỏ tất cả các đơn đặt hàng chưa thanh toán của các cá nhân hoặc công ty Nga.
Kể từ tháng 4 năm 2022, những khó khăn về phụ tùng và sửa chữa đối với động cơ Safran / Saturn SaM146 được sử dụng trên Sukhoi Superjet 100 được cho là sẽ buộc các hãng hàng không Nga phải loại bỏ loại động cơ này.
Việc thiếu các phụ tùng thay thế đã được phê duyệt cũng đã ảnh hưởng đến các máy bay nước ngoài bay vào các sân bay của Nga.

#### Máy bay cho thuê
Vào ngày 10 tháng 3 năm 2022, Nga đã thông qua đạo luật nêu rõ các điều kiện cản trở việc trả lại máy bay thuê cho các bên cho thuê ra nước ngoài, bao gồm cả sự cần thiết phải được ủy ban chính phủ phê duyệt và quyết toán trả tiền bằng đồng Rúp. Nhiều máy bay do các hãng hàng không Nga sử dụng đã được đăng ký với cơ quan đăng ký Bermuda, cơ quan này đã đình chỉ các phê duyệt về khả năng bay vào ngày 14 tháng 3. Cùng ngày, Nga đã thực hiện luật cho phép các máy bay do các hãng hàng không Nga khai thác được đăng ký lại với cơ quan đăng ký Nga, có hiệu lực tịch thu chúng từ các chủ sở hữu ở nước ngoài. Khoảng 515 máy bay thương mại, trị giá khoảng 10 tỷ đô la, đã được các hãng hàng không Nga thuê từ các bên cho thuê nước ngoài trước khi bị trừng phạt. Những người cho thuê đã nhanh chóng thu hồi một số máy bay bị "mắc kẹt" bên ngoài nước Nga  chỉ định lại một số máy bay mới do các hãng hàng không Nga đặt cho các hãng hàng không Nga, đặc biệt là Boeing 737 MAX mà giờ đây khó có thể được Nga chứng nhận lại. Đến ngày 22 tháng 3, 78 máy bay Nga đã bị thu hồi, trong bối cảnh có suy đoán rằng một số hãng hàng không Nga đang hợp tác với bên cho thuê để tránh gây nguy hiểm cho các mối quan hệ trong tương lai. Rossiya Airlines, một công ty con của Aeroflot, đã đăng ký lại tất cả đội bay của mình với cơ quan đăng ký Nga vào ngày 29 tháng 3 và đảm bảo rằng mọi chuyến bay quốc tế sẽ chỉ sử dụng máy bay do Nga sở hữu.
Đến ngày 30 tháng 3, hãng cho thuê Ailen AerCap đã sở hữu lại 22 trong số 135 máy bay mà họ đã cho các hãng hàng không Nga thuê và 3 trong số 14 động cơ cho thuê. Nó đã đệ trình các yêu sách bảo hiểm với tổng trị giá 3,5 tỷ đô la cho các máy bay còn lại, nhiều chiếc trong số đó "hiện đang được bay bất hợp pháp bởi các khách hàng cũ của [hãng]". Bên cho thuê có trụ sở tại Singapore là BOC Aviation đã cho các công ty Nga thuê 18 máy bay trị giá 935 triệu USD; nó đã thu hồi từ Hồng Kông một chiếc Boeing 747-8F cho AirBridgeCargo thuê nhưng hai chuyên cơ vận tải khác đã bay trở lại Nga trái với hướng dẫn rõ ràng, mặc dù phạm vi bảo hiểm và giấy chứng nhận đủ điều kiện hàng không của họ đã bị thu hồi.
Vào ngày 31 tháng 3, Phó Thủ tướng Nga Yury Borisov tuyên bố rằng tất cả các máy bay thuê vẫn ở Nga đã được đăng ký lại và sẽ ở lại Nga. Con số này đại diện cho hơn 400 máy bay đã bị chấm dứt hợp đồng thuê. Tuy nhiên, việc đăng ký lại tàu bay mà không có sự đồng ý của chủ sở hữu là vi phạm các tiêu chuẩn của ICAO.
Aeroflot dần nối lại các chuyến bay quốc tế đến các quốc gia "thân thiện": đến Kyrgyzstan từ ngày 14 tháng 3, Azerbaijan vào ngày 21 tháng 3, Armenia từ ngày 22 tháng 3, Iran từ ngày 2 tháng 4, Sri Lanka từ ngày 8 tháng 4, và Thổ Nhĩ Kỳ và Ấn Độ từ ngày 6 tháng 5. Vào ngày 2 tháng 6, một chiếc Aeroflot A330 của một bên cho thuê người Ireland đã bị tạm giữ bởi một tòa án thương mại ở Sri Lanka, mặc dù sau đó chiếc máy bay này đã được phép quay trở lại Nga vào ngày 5 tháng 6.
Vào ngày 13 tháng 5, Aeroflot thông báo rằng họ đã mua 8 chiếc A330 từ các công ty cho thuê nước ngoài, theo quy định miễn trừ cho phép thực hiện hợp đồng thuê chỉ để nhận tiền hoàn trả.
Vào ngày 1 tháng 6, có thông tin cho rằng 5 hãng hàng không Nga đã giữ tổng cộng 31 máy bay bên ngoài nước Nga và trả lại cho bên cho thuê. Các hãng hàng không khác bao gồm cả Aeroflot đã gửi tiền vào các tài khoản Ruble đặc biệt để cho người cho thuê có thể đòi tiền sau khi lệnh trừng phạt được dỡ bỏ.

#### Không phận

Nga
Ukraina – đóng cửa không phận của mình với Nga vào năm 2015
Các quốc gia cấm máy bay Nga bay vào không phận của họ để đáp trả cuộc xâm lược

Vào ngày 24 tháng 2 năm 2022, không phận Ukraine đã bị đóng cửa đối với các máy bay dân sự vài giờ trước khi cuộc xâm lược của Nga bắt đầu, trên cơ sở thông báo từ Bộ Quốc phòng Nga. Cơ quan quản lý châu Âu EASA đã ban hành Bản tin thông tin về khu vực xung đột (CZIB) cảnh báo rằng máy bay dân sự có thể bị xác định nhầm hoặc thậm chí là mục tiêu trực tiếp.
Vào ngày 25 tháng 2, Vương quốc Anh tuyên bố đóng cửa không phận của mình đối với các hãng hàng không Nga. Vào ngày 27 tháng 2, EU và Canada đã đóng cửa không phận của họ đối với tất cả các máy bay Nga, bao gồm cả máy bay thương mại và máy bay tư nhân. Nga ban hành lệnh cấm trả đũa, buộc nhiều hãng hàng không phải định tuyến lại hoặc hủy bỏ các chuyến bay đến các điểm đến ở châu Á. Hoa Kỳ đã ban hành lệnh cấm tương tự vào ngày 1 tháng 3.
Vào ngày 8 tháng 3, Aeroflot đã đình chỉ tất cả các chuyến bay còn lại của mình đến các điểm đến quốc tế (ngoại trừ Minsk, Belarus) do các hạn chế về không phận  và để đối phó với "nguy cơ" máy bay bị hãng cho thuê thu hồi.
Vào ngày 9 tháng 3, để tránh vào không phận Nga, Finnair bắt đầu định tuyến các chuyến bay của mình đến châu Á qua Bắc Cực, lần đầu tiên một tuyến cực được sử dụng cho các chuyến bay thương mại trong gần 30 năm.
Một phân tích về các tuyến đường giữa châu Âu và châu Á cho thấy khoảng cách di chuyển tăng lên từ 1200 đến 4000 km; tần suất các chuyến bay đến một số điểm đến đã bị giảm và các đường bay khác cũng bị loại bỏ.
Đến ngày 29 tháng 3 năm 2022, các quốc gia và vùng lãnh thổ sau đây đã hoàn toàn đóng cửa không phận của họ đối với tất cả các hãng hàng không Nga và máy bay phản lực tư nhân do Nga đăng ký:
- Albania
- Anguilla[165]
- Aruba[166]
- Úc
- Bermuda[167]
- Bonaire[168]
- Quần đảo Virgin thuộc Anh[169]
- Canada
- Quần đảo Cayman[170]
- Quần đảo Faroe[171]
- Gibraltar[172]
- Greenland[173]
- Iceland
- Nhật Bản
- Kosovo
- Moldova
- Montenegro
- Montserrat[174]
- Bắc Macedonia
- Na Uy
- Saba[175]
- Saint Helena[176]
- Sint Eustatius[177]
- New Zealand
- Sint Maarten[178]
- Hàn Quốc
- Thụy Sĩ
- Turks and Caicos Islands[179]
- Ukraina (kể từ năm 2015)
- Anh Quốc
- Hoa Kỳ

 EU (EU27)
- Áo
- Bỉ
- Bulgaria
- Croatia
- Cộng hòa Síp
- Đan Mạch
- Estonia
- Phần Lan
- Pháp
- Đức
- Hy Lạp
- Hungary
- Ireland
- Ý
- Latvia
- Litva
- Luxembourg
- Malta
- Hà Lan
- Ba Lan
- Bồ Đào Nha
- Romania
- Slovakia
- Slovenia
- Tây Ban Nha
- Thụy Điển

Ngoài việc đóng cửa không phận theo các lệnh trừng phạt, vào ngày 11 tháng 4, EASA đã đưa 21 hãng hàng không Nga vào danh sách đen vì lý do an toàn, do máy bay đang được khai thác mà không có giấy chứng nhận đủ điều kiện bay, vi phạm Công ước Chicago và các tiêu chuẩn an toàn quốc tế. EASA làm rõ rằng cơ quan quản lý vận tải hàng không của Nga, Rosaviatsia, đã không đưa ra được bằng chứng rằng họ có đủ năng lực để thực hiện các hoạt động giám sát cần thiết để đảm bảo an toàn hàng không.
Cục Hàng không Liên bang Hoa Kỳ cũng hạ cấp xếp hạng an toàn của Nga, có nghĩa là không có dịch vụ mới nào đến Hoa Kỳ và không có liên danh nào với các hãng vận tải Hoa Kỳ được cho phép.
Vào tháng 5 năm 2022, Vương quốc Anh thông báo rằng các hãng hàng không Nga sẽ bị cấm bán chỗ hạ cánh của họ tại các sân bay của Vương quốc Anh, trị giá khoảng 50 triệu bảng Anh. Các vị trí sau đó đã được phân bổ lại cho các hãng hàng không khác.
Vào cuối tháng 5 năm 2022, Cục Hàng không Dân dụng Trung Quốc (CAAC) đã đóng cửa không phận của mình đối với các máy bay đã được đăng ký lại với cơ quan đăng ký Nga do vi phạm các quy định của ICAO và do đó các hãng hàng không không thể cung cấp tài liệu thích hợp.

#### Ngành công nghiệp sản xuất máy bay của Nga
EASA đã thu hồi giấy chứng nhận kiểu Sukhoi Superjet 100, Tupolev Tu-204 và bốn loại máy bay khác của Nga vào ngày 14 tháng 3, cũng như sự chấp thuận của các tổ chức bảo dưỡng và ủy quyền của nước thứ ba đối với các hãng hàng không Nga. EASA cũng đình chỉ tất cả công việc đối với các ứng dụng chứng nhận mới, bao gồm cả máy bay Irkut MC-21. 
Do nhu cầu về nguồn cung cấp tất cả các bộ phận máy bay trong nước, đặc biệt là động cơ Pratt & Whitney PW1400G sẽ được thay thế bằng động cơ Aviadvigatel PD-14 do Nga sản xuất, việc sản xuất MC-21 dự kiến sẽ bị trì hoãn 2 năm. Trong khi đó, việc sản xuất các máy bay cũ hơn và ít tiết kiệm nhiên liệu hơn do Nga chế tạo như Tupolev Tu-214 và Ilyushin Il-96-400 sẽ được đẩy mạnh, đồng thời áp dụng trợ cấp nhiên liệu.
Chương trình máy bay thân rộng CR929 của Trung-Nga, vốn đã gặp khó khăn do kỳ vọng khác nhau của hai bên, cũng dự kiến sẽ bị trì hoãn đáng kể hoặc thậm chí bị hủy bỏ.
Vào ngày 7 tháng 6, Aeroflot công bố kế hoạch đặt hàng 300 máy bay do Nga chế tạo, chủ yếu là MC-21 và Superjet 100, cũng như một số lượng nhỏ hơn các máy bay Tupolev Tu-214 cũ hơn.
Ngày 27/6, Chính phủ Nga công bố chi tiết kế hoạch đưa tỷ lệ máy bay sản xuất trong nước lên 80% trong đội bay của Nga vào cuối thập kỷ này. Việc sản xuất nối tiếp SSJ-New với các thành phần hoàn toàn của Nga dự kiến sẽ bắt đầu vào năm 2023. Việc giao hàng MC-21 dự kiến sẽ bắt đầu vào năm 2024 và đạt tốc độ giao hàng 72 chiếc mỗi năm vào năm 2029. Để lấp đầy khoảng trống, khoảng 70 chiếc, những chiếc Tu-214 mới cũng sẽ được sản xuất. Đối với máy bay khu vực, kế hoạch yêu cầu 70 chiếc Ilyushin Il-114-300, tối đa 140 động cơ phản lực cánh quạt kép UZGA TVRS-44 Ladoga và hơn 150 máy bay một động cơ UZGA LMS-901 sẽ được sản xuất vào cuối thập kỷ này.
Vào ngày 29 tháng 6, chính phủ Hoa Kỳ đã mở rộng các biện pháp trừng phạt đối với United Aircraft Corporation (UAC) (công ty mẹ của Irkut, United Engine, Tupolev, Ilyushin và những hãng khác), với việc miễn trừ cho phép UAC xuất khẩu các bộ phận và dịch vụ cho máy bay dân dụng chưa đăng ký ở Nga nếu cần thiết cho an toàn hàng không.

#### Các tổ chức và liên minh của ngành hàng không
Vào ngày 15 tháng 3, Giám đốc điều hành Aeroflot Mikhail Poluboyarinov, người có trong tầm ngắm bị EU trừng phạt, bị xóa tên khỏi Hội đồng Thống đốc IATA.
Vào tháng Tư, tư cách thành viên hai hãng hàng không Nga trong các liên minh hàng không toàn cầu bị đình chỉ: S7 Airlines từ OneWorld và Aeroflot từ SkyTeam.

### Chính sách "đóng băng và thu giữ" Hoa Kỳ
Luật trừng phạt chính của Hoa Kỳ, IEEPA, chặn tài sản của người hoặc thực thể được chỉ định và cũng cấm bất kỳ người nào ở Hoa Kỳ giao dịch kinh doanh với người hoặc tổ chức được chỉ định. Cụ thể, 50 U.S.C. § 1705 hình sự hóa các hoạt động "vi phạm, cố gắng vi phạm, âm mưu vi phạm hoặc vi phạm bất kỳ giấy phép, lệnh, quy định hoặc cấm nào," và cho phép phạt tiền tới 1.000.000 đô la, tù lên đến 20 năm hoặc cả hai. Ngoài ra, luật tịch thu tài sản của Hoa Kỳ cho phép thu giữ tài sản được coi là số tiền thu được từ hoạt động tội phạm.
Vào ngày 3 tháng 2 năm 2022, John "Jack" Hanick đã bị bắt tại London vì vi phạm các lệnh trừng phạt đối với Konstantin Malofeev, chủ sở hữu của Tsargrad TV. Malofeev bị Liên minh châu Âu và Hoa Kỳ đưa vào danh sách trừng phạt vì hỗ trợ vật chất và tài chính cho những người ly khai Donbass. Hanick là người đầu tiên bị truy tố tội phạm vì vi phạm các lệnh trừng phạt của Hoa Kỳ trong cuộc chiến ở Ukraine.
Theo hồ sơ tòa án, Hanick bị khởi tố qua một cáo trạng niêm phong tại Tòa án quận Hoa Kỳ Quận Nam New York kể từ tháng 11 năm 2021. Bản cáo trạng đã được tiết lộ vào ngày 3 tháng 3 năm 2022. Hanick đang chờ bị dẫn độ từ Vương quốc Anh sang Hoa Kỳ.

Vào ngày 1 tháng 3 năm 2022 , Tổng thống Mỹ Joe Biden công bố một nỗ lực nhắm vào sự giàu có của các đầu sỏ Nga.
Tối nay, tôi nói với các đầu sỏ Nga và các nhà lãnh đạo tham nhũng, những người đã cuỗm được hàng tỷ đô la từ chế độ bạo lực này: không còn được như vậy nữa.
Hoa Kỳ - Ý tôi là như vậy. Bộ Tư pháp Hoa Kỳ đang tập hợp một lực lượng đặc nhiệm chuyên dụng để theo đuổi tội ác của đầu sỏ Nga.
Chúng tôi đang tham gia với các đồng minh châu Âu để tìm và thu giữ du thuyền của họ, căn hộ sang trọng, máy bay riêng của họ. Chúng tôi đang truy theo các thu nhập xấu xa của họ.

Vào ngày 2 tháng 3 năm 2022, Tổng chưởng lý Hoa Kỳ Merrick B. Garland tuyên bố thành lập lực lượng đặc nhiệm Kleptocapture, một nỗ lực liên ngành.
Vào ngày 11 tháng 3 năm 2022, Tổng thống Hoa Kỳ Joseph R. Biden đã ký sắc lệnh ", cấm nhập khẩu, xuất khẩu và đầu tư mới liên quan đến cuộc xâm lược của Liên bang Nga," một lệnh trừng phạt kinh tế khẩn cấp quốc tế Hoa Kỳ chống lại một số đầu sỏ. Lệnh nhắm mục tiêu hai tài sản của Viktor Vekselberg trị giá khoảng 180 triệu đô la: đối với máy bay phản lực Airbus A319-115 và Motoryacht Tango. Ước tính giá trị của Tango từ 90 triệu đô la (ước tính của Bộ Tư pháp Hoa Kỳ) đến 120 triệu đô la (từ trang web Superyachtfan.com).
Vào ngày 4 tháng 4 năm 2022, chiếc du thuyền đã bị cảnh sát Tây Ban Nha và các đặc vụ liên bang Hoa Kỳ ở Mallorca tạm giữ. Một thông cáo báo chí của Bộ Tư pháp Hoa Kỳ tuyên bố rằng việc tạm giữ Tango là theo yêu cầu của Lực lượng đặc nhiệm Kleptocapture, một lực lượng đặc nhiệm liên ngành được điều hành thông qua Phó Tổng chưởng lý Hoa Kỳ.
Vấn đề đang chờ xử lý tại Tòa án Quận Hoa Kỳ cho Quận Columbia. Bản khai có tuyên thệ cho lệnh bắt giữ tuyên bố rằng du thuyền bị tịch thu với lý do bị nghi ngờ vi phạm 18 U.S.C. § 1349 (âm mưu thực hiện gian lận ngân hàng), 50 U.S.C. § 1705 (Đạo luật Quyền hạn Kinh tế Khẩn cấp Quốc tế) và 18 U.S.C. § 1956 (rửa tiền), và theo ủy quyền của các đạo luật Mỹ về tịch thu tài sản dân sự và hình sự.

### Các thực thể khác
Vào ngày 9 tháng 3 năm 2022, Quốc hội New Zealand đã thông qua Đạo luật trừng phạt Nga năm 2022, cho phép các lệnh trừng phạt được đặt vào các cá nhân liên quan đến cuộc xâm lược Ukraine năm 2022 của Nga và nhắm vào tài sản của họ bao gồm tiền, tàu và máy bay. New Zealand cũng tạo ra một danh sách đen nhắm vào các quan chức cấp cao và đầu sỏ của Nga. Vào ngày 6 tháng 4, New Zealand cũng áp đặt mức thuế 35% đối với các sản phẩm của Nga trong khi hạn chế xuất khẩu công nghiệp sang Nga.
Bahamas, Antigua và Barbuda và Saint Kitts và Nevis cũng tham gia danh sách các lệnh trừng phạt áp đặt đối với Nga.
Vào ngày 2 tháng 5, Hiệp hội Phần Lan Fennovoima tuyên bố đã chấm dứt hợp đồng với nhà cung cấp năng lượng hạt nhân nhà nước của Nga Rosatom để giao một nhà máy điện hạt nhân theo kế hoạch ở Phần Lan.

## Chuyển đổi các thiên đường an toàn và trốn tránh trừng phạt

### Thụy Sĩ
Theo Đại sứ quán Thụy Sĩ tại Moscow năm 2022, Thụy Sĩ từ lâu đã là "điểm đến quan trọng nhất trên toàn thế giới đối với người Nga Rich để quản lý tài sản của họ". 
Ủy ban Helsinki của Quốc hội Hoa Kỳ gọi Thụy Sĩ là "nước dẫn đầu tạo ra nhà độc tài Nga Vladimir Putin và những người bạn thân của ông".
Theo như Hiệp hội Ngân hàng Thụy Sĩ, số tiền được nắm giữ bởi các khách hàng Nga tại các ngân hàng Thụy Sĩ vào năm 2022 là từ 150 đến 200 tỷ CHF (từ 160 đến 214 tỷ USD). Tính đến tháng 5 năm 2022, chỉ có 6,3 tỷ CHF đã bị đóng băng bởi chính quyền Thụy Sĩ.
Thụy Sĩ tuân thủ tất cả các lệnh trừng phạt của E.U. áp đặt lên Nga, nhưng vẫn bị buộc tội là một sân chơi cho các hoạt động bất hợp pháp của các cá nhân Nga. Thụy Sĩ đã tổ chức một hội nghị quốc tế tại Lugano vào ngày 5 tháng 7 năm 2022 để tài trợ cho việc xây dựng lại Ukraine bị chiến tranh tàn phá. Vì tầm quan trọng kinh tế của nó trong thương mại năng lượng toàn cầu cũng như các tổ chức dân chủ bảo vệ các khoản đầu tư cá nhân của quốc gia nước ngoài, Thụy Sĩ vẫn là trung tâm quan trọng cho tài chính Nga. Thụy Sĩ trong suốt lịch sử vẫn trung lập trong các cuộc xung đột châu Âu và giữ quyền thực hiện chủ quyền toàn bộ kinh tế và chính trị trên lãnh thổ của mình.

### Các Tiểu Vương Quốc Ả Rập Thống Nhất
Bị dụ dỗ bởi chương trình Visa linh hoạt của Tiểu vương quốc Ả Rập Thống nhất, nhiều người Nga giàu có đã chuyển tiền của họ đến UAE. Mua tài sản ở Dubai bởi người Nga đã tăng 67% trong ba tháng đầu năm 2022. Khoảng 200.000 người Nga được ước tính đã rời khỏi đất nước này trong 10 ngày đầu tiên của cuộc chiến. Các cuộc điều tra cho thấy các máy bay phản lực và du thuyền tư nhân thuộc các đầu sỏ và tỷ phú Nga bị xử phạt đã được tìm thấy ở những nơi như Dubai và Maldives. Một số máy bay tư nhân thuộc về người Nga bị xử phạt cũng được theo dõi bay qua lại giữa Moscow và Tel Aviv, và giữa Nga và Dubai. Người Nga cũng đã cố gắng chuyển tài sản của họ từ Thụy Sĩ, London hoặc EU sang Dubai. Họ tìm cách đầu tư bất động sản và mua vào các quỹ không tiết lộ thông tin sở hữu. Nhiều người trong số họ không chỉ mua bất động sản ở Dubai, mà còn quan tâm đến nơi cư trú. UAE cung cấp thị thực cư trú dài hạn thông qua chương trình "Visa Vàng", có thể cho phép các đầu sỏ này sống, làm việc và học tập tại UAE với quyền sở hữu toàn bộ doanh nghiệp của họ.
Vào tháng 5 năm 2022, các thành viên Nghị viện châu Âu cho rằng UAE nên được đưa vào danh sách đen vì cho phép các đầu sỏ Nga bị trừng phạt và các quan chức khác đầu tư vào các tài sản và doanh nghiệp ở Dubai.
Một đầu sỏ Nga, Andrey Melnichenko đã bị Liên minh châu Âu trừng phạt vào tháng 3 năm 2022, sau khi tuyên bố rằng ông đã tham dự một cuộc họp với Putin vào ngày xảy ra cuộc xâm lược. Sau các lệnh trừng phạt, chính quyền Ý đã tạm giữ du thuyền 600 triệu đô la của Melnichenko A. Một du thuyền khác thuộc về ông ta, chiếc du thuyền Motor A 300 triệu đô la đã được xác định ở một cảng ở Ras al-Khaimah ở UAE. Một chiếc máy bay riêng 350 triệu đô la Boeing 787 Dreamliner thuộc về Roman Abramovich cũng đậu tại Dubai. Bộ Tư pháp Hoa Kỳ có một lệnh từ một thẩm phán liên bang Hoa Kỳ để thu giữ máy bay này. Các chính trị gia và các nhà vận động, bao gồm MEP Kira Marie Peter-Hansen và nhà vận động Bill Browder của Đan Mạch, kêu gọi UAE bị đưa vào danh sách đen vì cho phép dòng "tiền bẩn" và làm nơi ẩn náu của những người Nga bị trừng phạt.
Vào ngày 23 tháng 6 năm 2022, Madame Gu Superyacht, thuộc sở hữu của tỷ phú bị trừng phạt Andrey Skoch, được báo cáo là đã được cập cảng tại Port Rashid ở Dubai kể từ ngày 25 tháng 3. Nó được Hoa Kỳ chỉ định là tài sản bị trừng phạt. 
 Vào tháng 6 năm 2022, đầu sỏ giàu có nhất của Nga, Vladimir Potanin đã chuyển siêu thuyền trị giá 300 triệu đô la của mình, Nirvana, đến Dubai. Potanin là người đứng đầu Nornickel, vì lúc đó Hoa Kỳ hoặc Châu Âu không áp dụng bất kỳ lệnh trừng phạt nào đối với ông ta. Các chuyên gia cho biết một động thái như vậy có thể ảnh hưởng đến thị trường và phá vỡ chuỗi cung ứng. Động thái của Potanin nhằm chuyển Superyacht sang trọng sang Port Rashid của Dubai là một biện pháp phòng ngừa.
Các Tiểu vương quốc Ả Rập Thống nhất bảo vệ lập trường của mình đối với các lệnh trừng phạt nhắm vào các cá nhân Nga bằng cách tuyên bố rằng nó vẫn trung lập và không áp đặt các lệnh trừng phạt. UAE tuyên bố rằng chính sách nhà nước của mình tuân thủ các quy tắc quyền quốc tế, được quy định bởi Tổ chức Liên Hợp Quốc, nơi đã không áp đặt bất kỳ lệnh trừng phạt nào.